# 김해 관음정사 소조보살좌상
김해 관음정사 소조보살좌상(金海 觀音精舍 塑造菩薩坐像)은 대한민국 경상남도 김해시 관음정사에 있는 불상이다. 2010년 10월 7일 경상남도의 문화재자료 제505호로 지정되었다.

## 개요
19세기 말 20세기 초의 보살상으로 토제의 소형 보살상임에도 불구하고 부드러움과 자연스러움이 잘 표현되어 있고 전통적인 소조 기법으로 제작되어 희소성과 예배대상물로서의 빼어난 조형미를 지니고 있는 등 자료로서 가치가 크다.

## 참고 자료
- 김해 관음정사 소조보살좌상 - 국가유산청 국가유산포털